# Lothar Kloimstein
Lothar Kloimstein (* 30. Jänner 1919 in Linz; † 3. März 1984) war ein österreichischer Jurist und Fußballfunktionär.
Er diente acht Jahre als Soldat und war zuletzt Kommandeur eines Bataillons bei den Skijägern. Im Anschluss arbeitete er als juridischer Referent bei einem Industrieunternehmen. Nach zwei Jahren im Justizdienst kam er 1951 zu den Austria Tabakwerken. Er leitete über zehn Jahre als Geschäftsführer die Niederlassungen in Berlin und München. Zeitweise war er Generaldirektor-Stellvertreter des Unternehmens.
Von 1977 bis 1980 war er Präsident des österreichischen Fußballbundesligisten FK Austria Wien. In seiner Amtszeit gelang 1978 mit dem Einzug in das Finale des Europapokals der Pokalsieger der größte Erfolg der Vereinsgeschichte.